# 232 Russia
232 Russia este un asteroid din centura principală, descoperit pe 31 ianuarie 1883, de Johann Palisa.